# Дјевојка са југа
Дјевојка са југа је четврти студијски албум српске поп певачице Маје Беровић. Објављен је 17. октобра 2012. године за издавачку кућу City Records.

## Позадина
Албум Дјевојка са југа је прво објављен у Босни и Херцеговини и Србији од стране Сити рекордса 17. октобра 2012. године. У осталим земљама је објављен 20. октобра 2012. године. Насловну фотографију за албум и промоцију је урадио Дејан Милићевић који је такође режирао сваки спот за албум. Фотографисање је трајало 18 сати, а прекидало се само ако Маја постане гладна.

## Синглови
Балада „Лети птицо слободно” је објављена као први сингл 25. јуна 2012. године. Након промоције за сингл, Маја и њен дечко Ален били су на одмору у Варадеро на Куби, две недеље пре него што је објављен албум. Планирано је било да се спот сними на хрватским Брионима, али је уместо тога снимљен у студију. Видео је имао своју премијеру на Мајином Јутјуб каналу 20. октобра 2012. године.
Сингл „Мама мама” је био други по реду, објављен у октобру 2012. године, непосредно пре објављивања албума. Спот је сниман у септембру, а објављен 10. октобра исте године.

## Информације о албуму
Музика на песмама: 
- Дамир Хандановић (1, 3, 4, 9),
- Атеље Траг 2,
- Бојан Васић (5, 6),
- Драган Брајовић (7, 8),
- Драгиша Баша 10.

Текстови на песмама:
- Саша Лазић (1, 4),
- Пера Стокановић 2,
- Драган Брајовић (3, 7, 8),
- Јелена Трифуновић (5, 6),
- Дарко Поповић 9,
- Драгиша Баша 10.

Аранжмани на песмама:
- Драган Ковачевић Струја (1, 3, 4, 5, 6, 7, 8),
- Атеље Траг 2,
- Дамир Хандановић 9,
- Дејан Абадић 10.

Пратећи вокали на песмама:
- Дејан Костић и Ивана Селаков (1, 3, 4, 5, 6, 7, 8),
- Ксенија Милошевић 9,
- Сузана Динић (9, 10).

## Песме
| Бр. | Назив песме              | Трајање |
| --- | ------------------------ | ------- |
| 1.  | Мама мама                | 03:04   |
| 2.  | Дјевојка са југа         | 03:47   |
| 3.  | Вјеруј жени која пије    | 03:10   |
| 4.  | Један прави              | 03:01   |
| 5.  | Ко сам ја                | 03:36   |
| 6.  | Пилуле                   | 03:31   |
| 7.  | Не цвјетају ми јорговани | 04:07   |
| 8.  | Коприва                  | 03:37   |
| 9.  | Зулум                    | 02:44   |
| 10. | Лети птицо слободно      | 03:43   |

## Видео спотови
Маја је објавила спотове за све песме.